# هموفیلی بی
بیماری هموفیلی B یا خون‌تَراوی B یا کریسمس یک بیماری ارثی است که  از پرهزینه‌ترین بیماری‌های کشور به‌شمار می‌آید. این بیماری که در نتیجه حذف یا کاهش سطح فاکتور ۹ فعال در خون ایجاد می‌شود[۲]. هموفیلی به ندرت در زنان دیده می‌شود زیرا وابسته به کروموزوم X است.. متوسط سن تشخیص هموفیلی در موارد شدید حدود ۹ ماهگی و در موارد متوسط حدود ۲۲ ماهگی است. شایع‌ترین نشانه‌ها در آغاز بیماری، خونریزی بافت‌های نرم، خون‌ریزی در محل تزریق، زخم یا جراحت و خون‌ریزی حفره دهانی می‌باشد. خون‌ریزی درون ماهیچه و مفصل ها که از ویژگی‌های این بیماری است، الزاماً در ابتدا دیده نمی‌شود. اختصاصی‌ترین نشانه هموفیلی، خون‌ریزی مفصلی است که معمولاً هنگامی که کودک راه رفتن را می‌آموزد، بروز می‌کند. موارد خون‌ریزی مفصلی اولیه نسبتاً بی‌ضرر است و هنگامی که خون جذب شود و تورم از بین رود، فعالیت و حرکت طبیعی مفصل باز می‌گردد اما به مرور زمان پس از خونریزی‌های مکرر تغییرات مفصلی (آرتروپاتی) پدید آمده و به غضروف و استخوان‌ها و بافت‌های نرم آسیب می‌رسد. شایان ذکر است که شایع‌ترین علت مرگ در بیماران هموفیلی، خون‌ریزی مغزی است و ضربه‌های خفیف می‌تواند خون‌ریزی مغزی شدیدی را ایجاد کند.. به‌طور کلی بیماری در سه شکل خفیف، ملایم و شدید دیده می‌شود که در مبتلایان میزان فاکتور ۹ عملکردی پلاسمایی به ترتیب ۳۰٪-۶، ۵٪-۲ و کمتر از ۱٪ می‌باشد.

## تاریخچه
هموفیلی از قرن پانزدهم به عنوان یک بیماری ارثی در بعضی از خانواده‌های سلطنتی اروپا شناخته شده بود. از نشانه‌های این بیماری زمان انعقاد خون طولانی و خون‌ریزی غیرطبیعی است که از دوران کودکی آشکار می‌شود. خون‌ریزی مفصلی بارزترین نشانه خون‌ریزی است. احتمال وقوع هموفیلی در مردان بیشتر از زنان است. هموفیلی نوع A رایج‌تر است به‌طوری‌که از هر ۱۰۰۰۰ نوزاد مذکر متولد شده در دنیا یک یا دو نفر مبتلا به هموفیلی A هستند.

## انعقاد خون
انعقاد خون فرایندی است که در طی آن لخته خونی تشکیل می‌شود. در طی آسیب به دیواره رگ و برای حفظ حالت همئوستاز بدن دیواره رگ به وسیلهٔ لخته خون پوشیده می‌شود تا ترمیم رگ صورت گیرد. هر گونه نقص در فرایند انعقاد منجر به ادامه خون‌ریزی و بروز بیماری‌هایی از جمله آمبولسیم می‌گردد. فرایند همئوستاز در ۲ مرحله رخ می‌دهد. مرحله اول شامل فعال شدن پلاکتها و تشکیل پلاکت همئوستاتیک در محل آسیب رگی است و مرحله دوم که همئوستاز ثانویه نام دارد با فعال شدن فاکتورهای انعقادی همراه است و در کل این دو مرحله، سبب تشکیل لخته خون در محل آسیب رگی می‌شود.

## فاکتور ۹ انسانی
فاکتور ۹ انسانی بالغ یک گلیکوپروتئین تک زنجیره با طول ۴۱۵ اسید آمینه و وزن مولکولی حدود ۵۷ کیلو دالتون است. این زیموژن سرین پروتئاز در کبد به عنوان یک مولکول پیش ساز که تغییرات زیادی را پیش از ترشح به خون متحمل می‌شود، سنتز می‌گردد و جهت فعالیت خود در مسیر انعقادی به ویتامین K وابسته است. مقدار آن ۵ میکروگرم به ازای هر میلی لیتر خون طبیعی گزارش شده‌است. حذف یا کاهش سطح فاکتور ۹ فعال در خون سبب بیماری خونی شدیدی میشود که هموفیلی B یا کریسمس نامیده می‌شود.

## روش‌های درمانی
درمان این بیماری مانند بسیاری از بیماری‌های سیستمیک دیگر به روش جایگزین درمانی انجام می‌گیرد. این روش درمانی شامل تزریق‌های دوره‌ای و منظم فاکتور ۹ مشتق شده از پلاسمای افراد نرمال یا استفاده از فاکتور ۹ نوترکیب می‌باشد. برای برقراری هموستاز، غلظت فاکتور ۹ را باید تا ۱۵ الی ۳۰ درصد طبیعی افزایش داد. استفاده گسترده از جایگزین درمانی منجر به کنترل سریع خون‌ریزی و در نتیجه کاهش یا پیشگیری از صدمات ماهیچه‌های اسکلتی گردید. باید یادآور شد که این روش درمانی به واسطة فاکتور ۹ مشتق شده از پلاسمای افراد نرمال ضمن اینکه پرهزینه است، خطر ابتلا به بیماری‌های عفونی مثل ایدز و هپاتیت را می‌تواند برای بیمار به دنبال داشته باشد. لذا برنامه‌ریزی در جهت تولید شکل نوترکیب فاکتور ۹ یا درمان قطعی این بیماری با روش ژن درمانی در دستور کار آزمایشگاه‌های تحقیقاتـی فراوانـی در سـرتاسـر دنیا قرار گرفتـه اسـت. بنفیکس (Benefix) داروی تجاری موجود است که توسط اکثر بیماران هموفیلیB استفاده می‌شود و از محصولات بیولوژیکی تأیید شده در رده سلولی تخمدان همستر چینی(CHO)می‌باشد.